# Gočovo
Gočovo este o comună slovacă, aflată în districtul Rožňava din regiunea Košice. Localitatea se află la altitudinea de 390 m deasupra n.m., se întinde pe o suprafață de 14,7 km2 și în 2017 număra 343 de locuitori.

## Istoric
Localitatea Gočovo este atestată documentar din 1247.

## Demografie
| An:                | 1994 | 2004   | 2014   | 2024    |
| ------------------ | ---- | ------ | ------ | ------- |
| Număr de persoane: | 404  | 403    | 369    | 291     |
| Diferență:         |      | −0,24% | −8,43% | −21,13% |

| An:                | 2023 | 2024   |
| ------------------ | ---- | ------ |
| Număr de persoane: | 297  | 291    |
| Diferență:         |      | −2,02% |